# Dünsberg (Rennertshofen)
Dünsberg, früher auch „Dunzberg“, ist ein Ortsteil des Marktes Rennertshofen im Landkreis Neuburg-Schrobenhausen im Regierungsbezirk Oberbayern. Er gehört zur Gemarkung Trugenhofen.

## Lage
Die Einöde, bestehend aus zwei Anwesen, liegt in der hügeligen Landschaft der Monheimer Alb südlich von Trugenhofen oberhalb des Usseltals auf dem gleichnamigen Berg. Sie ist über eine Abzweigung der von Trugenhofen zum Marxheimer Ortsteil Neuhausen führenden Ortsverbindungsstraße zu erreichen. Von Dünsberg aus führt ein Fahrweg zum Rennertshofener Ortsteil Erlbach.

## Geschichte
Im Alten Reich gehörte Dünsberg zur Grafschaft Lechsgemünd-Graisbach, war also mit Gericht und Grundbarkeit diesen Grafen, später den herzoglich-bayerischen und pfalz-neuburgischen adeligen Lehenträgern in Trugenhofen zugeordnet. Später wurde Dünsberg mit Trugenhofen Teil der Hofmark Trugenhofen, die nacheinander verschiedenen Besitzerfamilien gehörte, zuletzt ab 1802 dem Grafen Joseph du Moulin, Gutsherr zu Bertoldsheim.
Im neuen Königreich Bayern (1806) wurde Dünsberg mit dem ersten Gemeindeedikt 1808/11 dem Steuerdistrikt Gansheim im Landgericht und Rentamt Graisbach-Monheim zugeordnet. Mit dem zweiten Gemeindeedikt von 1818 wurde Trugenhofen (mit Dünsberg, Kienberg und Störzelmühle) eine Ruralgemeinde. Als 1818/20 Patrimonialgerichte gebildet wurden, kamen die Familien Dünsbergs zum Patrimonialgericht II. Klasse Bertoldsheim, das im Besitz des Hofmarkherren Wilhelm Karl Joseph Adam Graf von Eckart genannt Eckert auf Moerlach war. Diese standesherrliche niedere Gerichtsbarkeit hob Bayern 1848 wieder auf.
Am 1. Oktober 1879 wechselte die Gemeinde Trugenhofen und damit auch Dünsberg vom Landgericht Monheim des Bezirksamtes Donauwörth zum Amtsgericht Neuburg an der Donau und in der Folge am 1. Januar 1880 in die Zuständigkeit des Bezirksamtes Neuburg an der Donau. Im Zuge der Gebietsreform in Bayern wurde die bis Ende 1977 selbständige Gemeinde Trugenhofen mit ihren Ortsteilen Dünsberg, Kienberg, und Störzelmühle am 1. Januar 1978 in den Markt Rennertshofen des Landkreises Neuburg-Schrobenhausen eingemeindet. Seitdem ist Dünsberg einer von den 28 amtlich benannten Ortsteilen Rennertshofens.
Südlich der Einöde steht eine Feldkapelle aus dem 19./20. Jahrhundert.

### Einwohnerzahlen
- 1839: 14 Einwohner[7]
- 1864: 12 Einwohner, 2 Höfe[8]
- 1961: 4 Einwohner, 1 Wohngebäude[9]
- 1987: 3 Einwohner[10]